# Kasteel van Moorsele

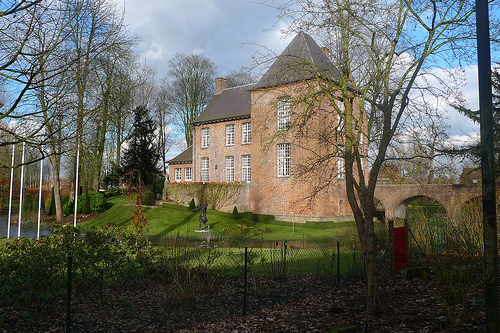
Kasteel van Moorsele

Het Kasteel van Moorsele is een kasteel in de tot de West-Vlaamse gemeente Wevelgem behorende plaats Moorsele, gelegen aan Sint-Maartensplein 14.

## Geschiedenis
Tussen 1418 en 1423 werd een nieuw kasteel gebouwd op de plaats van een ouder kasteel. Dit in opdracht van Guidolph Van der Gracht, kamerheer van Filips de Goede. Het kasteel was de zetel van de heerlijkheden Moorsele en Ter Gracht, welke reeds vanaf 1323 een eenheid vormden door het huwelijk van Beatrijs, vrouwe van Moorsele, met Diederik van der Gracht. Na Guidolph kwam het bezit aan Wouter III Van der Gracht. Hij stierf kinderloos, waarna het bezit kwam aan Filips van Liedekerke. Daarna kwam het aan de families Basta, de Beer en de Lens. In 1803 werd het verkocht aan Baut, daarna P.J. De Clerck en vervolgens aan François Cornillie, dan aan de familie Lowie, vervolgens De Geest en dan R. Theys.
In 1487 werd het kasteel beschreven als: thof, stede ende wonste van Moorsele gezegd dat het wel behuust ende gheedifyert is met mote, walle bewatert, valbrugghe uptreckende ende met eenen nederhove ooc wel behuust, dus een omgracht kasteel met motte, opper- en neerhof. De grote torre, waarvan in 1509 sprake was, is de oorspronkelijke donjon.
In de 16e eeuw werd het kasteel door brand geteisterd. Vanaf de 18e eeuw was het vooral een buitengoed dat vaak langere tijd onbewoond was. In de 18e en 19e eeuw vonden verbouwingen plaats. Het woongedeelte kreeg in 1779 zijn huidige aanzicht.
Tijdens de Eerste Wereldoorlog werd het kasteel bezet door de Duitsers, en tijdens de Tweede Wereldoorlog werd het in 1940 zwaar beschadigd. In 1966 werd het gerestaureerd door Jacques Viérin.

## Gebouw
Het kasteel heeft een woonvleugel van 1779, in rode baksteen uitgevoerd. Het oudste deel is de donjon, gebouwd omstreeks 1420. De kelder ervan heeft een tongewelf, de gelijkvloerse en eerste verdieping werden in de 18e eeuw gewijzigd. Op de zuidgevel vindt men metselaarstekens.
De bakstenen boogbrug is van het begin van de 19e eeuw. De huidige kapel is waarschijnlijk gesticht door Marie Cornillie. Het is een kerkje met rechthoekige plattegrond.